# Washington State Route 203
Washington State Route 203 (kurz SR 203) ist eine State Route im King County und im Snohomish County. Die 39,04 km lange Straße beginnt im Süden an der Washington State Route 202 in Fall City und führt nordwärts über Carnation und Duvall zum Endpunkt am U.S. Highway 2 in Monroe. Alle diese Städte liegen am Snoqualmie River, dessen Lauf die SR 203 grob kopiert.
Die Strecke bestand ursprünglich aus vier getrennten Straßenabschnitten, Fall City–Carnation, Carnation–Duvall, Duvall–Monroe und der Lewis Street in Monroe. Letztere war 1912 die erste Straße mit festem Belag in Monroe; die vier Straßen wurden 1937 zum Secondary State Highway 15B (SSH 15B) zusammengefasst. SSH 15B wurde bei der Highway-Neunummerierung 1964 zur SR 203. Zwei Ausbauprojekte im Verlauf der Strecke befinden sich derzeit im Planungsstadium und sollen 2010 in Angriff genommen werden.

## Streckenbeschreibung
State Route 203 (SR 203) beginnt im Süden an der Kreuzung mit der Washington State Route 202, einer weitgehend in Ost-West-Richtung verlaufenden Fernstraße, in Fall City. Dort trägt die Straße den Namen Fall City–Carnation Road und führt in nordwestlicher Richtung entlang der Bahnstrecke Monroe–Tanner, die von der Chicago, Milwaukee, St. Paul and Pacific Railroad betrieben wird. Nachdem die Straße zweimal den Rutherford Slough querte, nähert sich die Straße dem Ufer des Snoqualmie Rivers. SR 203 führt nordwärts, überquert den Tolt River nach Carnation hinein. Nach dem Verlassen des Ortes wird der Highway zur Carnation–Duvall Road und kreuzt die Carnation Farm Road, bevor sie einen Bogen nach Westen schlägt, um die Stillwater Hill Road zu kreuzen. Schließlich folgt die Straße der ursprünglichen Richtung nach Norden über einen Kreisverkehr an der 124. Straße nach Duvall. Dort kreuzt SR 203 Woodinville–Duvall Road und Cherry Valley Road, bevor sie sich am Ufer des Snoqualmie Rivers entlang ins Snohomish County schlängelt. Außerhalb von Duvall und außerhalb des King Countys wird SR 203 zur Duvall–Monroe Road, die auf dem Weg nach Norden den Skykomish River quert und als Lewis Street nach Monroe führt. In Monroe führt die Landstraße am Woods Creek entlang und kreuzt die Main Street Monroes in der Nähe der Busstation der Greyhound Lines. Danach kreuzt die Straße die von der BNSF Railway betriebene Eisenbahnstrecke Everett–Spokane und endet schließlich an der Kreuzung mit dem U.S. Highway 2 und der Chain Lake Road. Südlich der Kreuzung wird die Lewis Street täglich von etwa 13.000 Autofahrern genutzt.

## Geschichte

Beschilderung des Secondary State Highway 15B (SSH 15B).

SR 203 bestand ursprünglich aus vier Strecken, die die an ihr liegenden Städte miteinander verband, Fall City, Carnation, Duvall und Monroe; sie wurden als Fall City–Carnation Road, Carnation–Duvall Road, Duvall–Monroe Road und Lewis Street bezeichnet – diese Namen werden noch heute zur Benennung der einzelnen Straßenabschnitte verwendet. Lewis Street wurde 1912 zum ersten Highway mit fester Straßendecke in der Region. Die Straße verläuft parallel zur früheren Bahnstrecke Monroe–Tanner. Diese vier Einzelstrecken wurden 1937 zum Secondary State Highway 15B (SSH 15B) verbunden, als das Primary and secondary highway system geschaffen wurde. 1964 wurde das Highwaysystem geändert und die Fernstraßen in dem Bundesstaat neunummeriert; SSH 15B wurde zur SR 203.
Seitdem wurden durch das Washington State Department of Transportation (WSDOT) verschiedene Projekte durchgeführt, die zur Verbesserung des Verkehrsflusses führen sollten. Im Jahr 2004 wurde an der Kreuzung mit der 124. Straße, südlich von Duvall, ein Kreisverkehr eingerichtet.
Auf den ersten sieben Kilometer von Süden her ereigneten sich im Jahr 2002 vier tödliche Unfälle. Als Reaktion plante das WSDOT den Bau von geräuschgebenden Streifen und Leitplanken auf den 29 km der Straße innerhalb des King Countys. Ein ähnliches Projekt wurde auch auf dem zehn Kilometer langen Abschnitt in Snohomish County geplant, wo sich zwischen 2002 und 2009 348 Unfälle ereigneten. Diese beiden Projekte wurden bis August 2010 umgesetzt.